# Hazarchishma
Dieser Artikel wurde wegen inhaltlicher Mängel auf der Qualitätssicherungsseite des Portals Geowissenschaften eingetragen. Dies geschieht, um die Qualität der Artikel im Themengebiet Geowissenschaften zu steigern. Bitte hilf mit, die Mängel zu beseitigen, oder beteilige dich an der Diskussion. (+)
Hazarchishma (persisch پل طبیعی هزارچشمه, DMG pol ṭabīʿī Hazārčišma, ‚natürliche Brücke Hazārtschischma‘) ist ein Felsentor in einer abgelegenen Region Afghanistans. Sie misst 64 Meter in der Breite, 18 Meter in der Höhe und liegt mehr als 3.000 Meter über dem Meeresspiegel. Entdeckt wurde sie erst 2010 von Forschern der Wildlife Conservation Society.